# Haplochromis scheffersi
Haplochromis scheffersi là một loài cá thuộc họ Cichlidae. Nó được tìm thấy ở Cộng hòa Dân chủ Congo và Rwanda. Môi trường sống tự nhiên của chúng là hồ nước ngọt.